# 20. inženirska brigada (zračnoprevozna)
20. inženirska brigada (zračnoprevozna) (izvirno angleško 20th Engineer Brigade (Airborne)) je inženirska brigada Kopenske vojske Združenih držav Amerike.

## Odlikovanja
- 5x Meritorious Unit Commendation
- Medalja časti za civilno akcijo